# Belokalitvinskij rajon
Il Belokalitvinskij rajon, in russo Белокалитвинский район?, è un rajon dell'Oblast' di Rostov, nella Russia europea. Istituito nel 1923, il capoluogo è Belaja Kalitva.